# Fabián Ruiz
Pour les articles homonymes, voir Ruiz.
Ruiz  Peña est un nom espagnol. Le premier nom de famille, en général paternel, est Ruiz ; le second, en général maternel, souvent omis, est Peña.
Fabián Ruiz, né le 3 avril 1996 à Los Palacios y Villafranca en Espagne, est un footballeur international espagnol qui évolue au poste de milieu de terrain au Paris Saint-Germain.

## Biographie

### Carrière en club

#### Real Betis (2014-2018)
Fabián joue son premier match avec le Real Betis B le 21 septembre 2014, contre le Marbella FC en Segunda División B 2014-2015, en remplaçant Álex Alegría (en) à la 57e minute de jeu (défaite 4-1 au Ciudad Deportiva Luis del Sol).
Il joue son premier match avec l'équipe première du Real Betis le 13 décembre 2014, face au CD Lugo en Segunda Division 2014-2015, après avoir remplacé Xavi Torres à la 50e minute de jeu (victoire 1-0 au Stade Anxo Carro). Durant cette saison 2014-2015 où le Betis Séville est champion d'Espagne de deuxième division, il apparaît dans six matchs au sein de l'équipe première sévillane.
Le 23 août 2015, il joue son premier match dans l'élite espagnole, la LaLiga. Il entre sur le terrain à la 76e minute de jeu, en remplaçant Alfred N'Diaye face au Villarreal CF (match nul 1-1 au Stade Benito-Villamarín). Le 23 décembre 2016, Ruiz prolonge son contrat avec les Sévillans jusqu'en 2020. Il est directement prêté au club d'Elche CF, dans une division inférieure. Avec le club d'Elche CF, il signe son premier but professionnel, face au Gimnàstic Tarragone, le 17 mars 2017. Son but est le premier du match. Fabian est remplacé à la 76e minute de jeu par José Ángel (victoire 3-1 au Nouveau stade de Tarragone). Lors de cette demi-saison en prêt dans la Communauté valencienne, il dispute 18 matchs, inscrivant un but. Son club est relégué à la fin de la saison 2016-2017.
En janvier 2018, il prolonge à nouveau son contrat avec le Betis. Ce contrat se termine désormais en juin 2023 et dispose d'une clause libératoire fixée à 30 millions d'euros.

#### SSC Naples (2018-2022)
Le 20 juin 2018, Fabián Ruiz se rend à Naples pour y passer une visite médicale, dans le but de s'engager avec le club italien du SSC Naples. Le 5 juillet 2018, il signe au SSC Naples pour une somme avoisinant les 30M € et assorti d'un contrat s'étendant jusqu'en 2023. Très peu utilisé lors du premier mois de la saison, il doit attendre le 18 septembre 2018 pour obtenir sa première titularisation lors d'un match de Ligue des champions face à l'Étoile rouge de Belgrade. Il fait sa première apparition en Serie A le 26 septembre suivant contre Parme (victoire 3-0 de Naples). Fabian Ruiz finit petit à petit par s'imposer dans le XI de départ de Carlo Ancelotti, et ce malgré une très forte concurrence à son poste. Il marque son premier but avec Naples le 20 octobre 2018, lors d'un déplacement sur la pelouse de l'Udinese, une rencontre que les Azzurri remportent 3-0. Le 13 janvier 2019, en huitième de finale de Coupe d'Italie, il inscrit un nouveau but face à l'US Sassuolo, son premier dans cette compétition (victoire 2-0 des Napolitains). Fabián Ruiz réussit sa première saison avec le maillot napolitain dans laquelle il dispute 40 rencontres pour 7 buts inscrits et trois passes décisives.
Ancelotti est remplacé par Gennaro Gattuso en décembre 2019. Celui-ci décide de replacer Ruiz dans un rôle de sentinelle dans un milieu à trois joueurs, ce qui influe négativement sur le joueur dont les performances sont alors « souvent ternes », ce qui dure jusqu'à l'interruption des compétitions en raison de la pandémie de Covid-19. Les performances de Ruiz s'améliorent après l'arrivée de Stanislav Lobotka qui prend le rôle de sentinelle, ce qui permet à Ruiz d'avoir un positionnement plus offensif correspondant à ses qualités.

#### Paris Saint-Germain (depuis 2022)
Le 30 août 2022, Fabián Ruiz s'engage avec le Paris Saint-Germain en paraphant un contrat de cinq ans avec le club de la capitale, soit jusqu'en juin 2027,. L'indemnité de son transfert est estimée 22,5 millions d'euros.
Lors de la 21e journée de championnat, il inscrit son premier but avec ses nouvelles couleurs face au Montpellier HSC et permet à son équipe de passer devant à la 55e minute de jeu (victoire, 1-3). Le 25 mai 2024, il marque le deuxième but de son équipe lors de la finale de la Coupe de France face à l'Olympique lyonnais remportée par le Paris Saint-Germain (victoire, 2-1).
Lors de la saison 2024-2025, après deux saisons en demi-teinte, il s'impose finalement comme titulaire indiscutable au sein du milieu de terrain parisien aux côtés de Vitinha et João Neves et participe au parcours historique du club en Ligue des Champions 2024-2025.
Le 7 mai 2025, il inscrit un but d'une reprise de demi-volée puissante depuis l'entrée de la surface lors du match retour des demi-finales de Ligue des champions contre Arsenal (victoire, 2-1),.
Le 31 mai 2025, il remporte la Ligue des Champions contre l'Inter Milan sur le score de 5-0.
Durant la Coupe du monde des Clubs de la FIFA 2025, il est également une pièce maitresse du dispositif de Luis Enrique, marquant 3 buts dont un doublé contre le Real Madrid en demi-finale lors de la victoire du PSG 4 buts à 0.

### Carrière en sélection
Fabián Ruiz joue son premier match avec les espoirs le 10 octobre 2017 contre la Slovaquie. Il entre en jeu à la place de Mikel Merino et son équipe s'impose par quatre buts à un. Avec cette sélection il participe aux éliminatoires du championnat d'Europe espoirs 2019. Il marque son premier but avec les espoirs le 9 novembre 2017 contre l'Islande, donnant par la même occasion la victoire à son équipe (1-0 score final), puis un autre en mars 2018 face à l'Estonie (victoire 3-1 des Espagnols).
Fabian Ruiz honore sa première sélection avec l'équipe d'Espagne le 7 juin 2019, lors de son entrée dans un match de qualification pour l'Euro 2020 face aux Îles Féroé (victoire 4-1). Trois jours plus tard, pour sa deuxième sélection avec la Roja, il dispute en intégralité le match contre la Suède et délivre une passe décisive pour Mikel Oyarzabal sur le dernier but de son équipe (victoire 3-0). Il devient champion d'Europe 2019 avec l'Espagne espoir le 30 juin 2019 et il est désigné meilleur joueur du tournoi.
Il fait partie de la liste de 24 joueurs établie par le sélectionneur Luis Enrique pour l'Euro 2020. Après cette compétition, Luis Enrique ne le sélectionne plus et Ruiz est absent pour la Coupe du monde 2022,.
En mai 2024, il figure dans une liste élargie de 29 joueurs appelés par Luis de la Fuente pour l'Euro 2024 puis il fait partie de la liste définitive de 26 joueurs publiée le 7 juin,. Le 15 juin, lors du premier match de poule face à la Croatie (3-0), il se montre décisif en inscrivant le deuxième but de la Roja sur une passe de Pedri. Il est également auteur d'une passe décisive. Sa prestation est à nouveau positive lors de sa deuxième rencontre, contre l'Italie. Le 30 juin, il inscrit son deuxième but dans la compétition lors du succès espagnol face à la Géorgie en huitièmes de finales.
En mai 2025, il fait partie du groupe de 26 joueurs convoqués pour participer à la phase finale de la Ligue des nations.

## Statistiques
| Saison                | Club                  | Championnat           | Championnat | Championnat | Championnat | Coupe(s) nationale(s) | Coupe(s) nationale(s) | Coupe(s) nationale(s) | Supercoupe | Supercoupe | Supercoupe | Compétition(s) continentale(s) | Compétition(s) continentale(s) | Compétition(s) continentale(s) | Compétition(s) continentale(s) | Coupe du monde des clubs | Coupe du monde des clubs | Coupe du monde des clubs | Supercoupe de l'UEFA | Supercoupe de l'UEFA | Supercoupe de l'UEFA | Total | Total | Total |
| Saison                | Club                  | Division              | M.          | B.          | P.d.        | M.                    | B.                    | P.d.                  | M.         | B.         | P.d.       | Comp.                          | M.                             | B.                             | P.d.                           | M.                       | B.                       | P.d.                     | M.                   | B.                   | P.d.                 | M.    | B.    | P.d.  |
| 2014-2015             | Real Betis            | Segunda Divisíon      | 6           | 0           | 0           | -                     | -                     | -                     | -          | -          | -          | -                              | -                              | -                              | -                              | -                        | -                        | -                        | -                    | -                    | -                    | 6     | 0     | 0     |
| 2015-2016             | Real Betis            | Liga                  | 12          | 0           | 1           | 2                     | 0                     | 0                     | -          | -          | -          | -                              | -                              | -                              | -                              | -                        | -                        | -                        | -                    | -                    | -                    | 14    | 0     | 1     |
| 2016-2017             | Real Betis            | Liga                  | 4           | 0           | 0           | 1                     | 0                     | 0                     | -          | -          | -          | -                              | -                              | -                              | -                              | -                        | -                        | -                        | -                    | -                    | -                    | 5     | 0     | 0     |
| 2017-2018             | Real Betis            | Liga                  | 34          | 3           | 6           | 1                     | 0                     | 0                     | -          | -          | -          | -                              | -                              | -                              | -                              | -                        | -                        | -                        | -                    | -                    | -                    | 35    | 3     | 6     |
| Sous-total            | Sous-total            | Sous-total            | 56          | 3           | 7           | 4                     | 0                     | 0                     | -          | -          | -          | -                              | -                              | -                              | -                              | -                        | -                        | -                        | -                    | -                    | -                    | 60    | 3     | 7     |
| 2016-2017             | Elche CF (prêt)       | Segunda Divisíon      | 18          | 1           | 2           | -                     | -                     | -                     | -          | -          | -          | -                              | -                              | -                              | -                              | -                        | -                        | -                        | -                    | -                    | -                    | 18    | 1     | 2     |
| 2018-2019             | SSC Naples            | Serie A               | 27          | 5           | 3           | 2                     | 1                     | 0                     | -          | -          | -          | C1+C3                          | 6+5                            | 0+1                            | 0+0                            | -                        | -                        | -                        | -                    | -                    | -                    | 40    | 7     | 3     |
| 2019-2020             | SSC Naples            | Serie A               | 33          | 3           | 6           | 5                     | 1                     | 0                     | -          | -          | -          | C1                             | 8                              | 0                              | 0                              | -                        | -                        | -                        | -                    | -                    | -                    | 46    | 4     | 6     |
| 2020-2021             | SSC Naples            | Serie A               | 33          | 3           | 1           | 1                     | 0                     | 0                     | -          | -          | -          | C3                             | 8                              | 1                              | 0                              | -                        | -                        | -                        | -                    | -                    | -                    | 42    | 4     | 1     |
| 2021-2022             | SSC Naples            | Serie A               | 32          | 7           | 4           | 1                     | 0                     | 0                     | -          | -          | -          | C3                             | 5                              | 0                              | 1                              | -                        | -                        | -                        | -                    | -                    | -                    | 38    | 7     | 5     |
| Sous-total            | Sous-total            | Sous-total            | 125         | 18          | 14          | 9                     | 2                     | 0                     | -          | -          | -          | -                              | 32                             | 2                              | 1                              | -                        | -                        | -                        | -                    | -                    | -                    | 166   | 22    | 15    |
| 2022-2023             | Paris Saint-Germain   | Ligue 1               | 27          | 3           | 2           | 3                     | 0                     | 1                     | -          | -          | -          | C1                             | 7                              | 0                              | 0                              | -                        | -                        | -                        | -                    | -                    | -                    | 37    | 3     | 3     |
| 2023-2024             | Paris Saint-Germain   | Ligue 1               | 21          | 1           | 3           | 5                     | 2                     | 2                     | -          | -          | -          | C1                             | 9                              | 0                              | 2                              | -                        | -                        | -                        | -                    | -                    | -                    | 35    | 3     | 7     |
| 2024-2025             | Paris Saint-Germain   | Ligue 1               | 30          | 4           | 5           | 6                     | 0                     | 0                     | 1          | 0          | 1          | C1                             | 17                             | 1                              | 4                              | 7                        | 3                        | 1                        | -                    | -                    | -                    | 61    | 8     | 11    |
| 2025-2026             | Paris Saint-Germain   | Ligue 1               | 1           | 0           | 0           | -                     | -                     | -                     | -          | -          | -          | C1                             | -                              | -                              | -                              | -                        | -                        | -                        | 1                    | 0                    | 0                    | 2     | 0     | 0     |
| Sous-total            | Sous-total            | Sous-total            | 79          | 8           | 10          | 14                    | 2                     | 3                     | 1          | 0          | 1          | -                              | 33                             | 1                              | 6                              | 7                        | 3                        | 1                        | 1                    | 0                    | 0                    | 135   | 14    | 21    |
| Total sur la carrière | Total sur la carrière | Total sur la carrière | 278         | 30          | 33          | 27                    | 4                     | 3                     | 1          | 0          | 1          | -                              | 65                             | 3                              | 7                              | 7                        | 3                        | 1                        | 1                    | 0                    | 0                    | 379   | 40    | 45    |

## En équipe nationale
| Saison                | Sélection             | Phases finales              | Phases finales | Phases finales | Phases finales | Éliminatoires CDM | Éliminatoires CDM | Éliminatoires CDM | Éliminatoires EURO | Éliminatoires EURO | Éliminatoires EURO | Ligue Nations UEFA | Ligue Nations UEFA | Ligue Nations UEFA | Matchs amicaux | Matchs amicaux | Matchs amicaux | Total | Total | Total |
| Saison                | Sélection             | Compétition                 | M              | B              | Pd             | M                 | B                 | Pd                | M                  | B                  | Pd                 | M                  | B                  | Pd                 | M              | B              | Pd             | M     | B     | Pd    |
| --------------------- | --------------------- | --------------------------- | -------------- | -------------- | -------------- | ----------------- | ----------------- | ----------------- | ------------------ | ------------------ | ------------------ | ------------------ | ------------------ | ------------------ | -------------- | -------------- | -------------- | ----- | ----- | ----- |
| 2018-2019             | Espagne               | -                           | -              | -              | -              | -                 | -                 | -                 | 2                  | 0                  | 1                  | -                  | -                  | -                  | -              | -              | -              | 2     | 0     | 1     |
| 2019-2020             | Espagne               | -                           | -              | -              | -              | -                 | -                 | -                 | 4                  | 1                  | 1                  | -                  | -                  | -                  | -              | -              | -              | 4     | 1     | 1     |
| 2020-2021             | Espagne               | Euro 2020                   | 3              | 0              | 0              | 2                 | 0                 | 0                 | -                  | -                  | -                  | 3                  | 0                  | 3                  | 1              | 0              | 0              | 9     | 0     | 3     |
| 2021-2022             | Espagne               | -                           | -              | -              | -              | -                 | -                 | -                 | -                  | -                  | -                  | -                  | -                  | -                  | -              | -              | -              | 0     | 0     | 0     |
| 2022-2023             | Espagne               | Ligue des nations 2022-2023 | 2              | 0              | 0              | -                 | -                 | -                 | 1                  | 0                  | 1                  | -                  | -                  | -                  | -              | -              | -              | 3     | 0     | 1     |
| 2023-2024             | Espagne               | Euro 2024                   | 6              | 2              | 2              | -                 | -                 | -                 | 3                  | 0                  | 2                  | -                  | -                  | -                  | 2              | 1              | 0              | 11    | 3     | 4     |
| 2024-2025             | Espagne               | Ligue des nations 2024-2025 | 2              | 0              | 0              | -                 | -                 | -                 | -                  | -                  | -                  | 8                  | 2                  | 1                  | -              | -              | -              | 10    | 2     | 1     |
| Total sur la carrière | Total sur la carrière | Total sur la carrière       | 13             | 2              | 2              | 2                 | 0                 | 0                 | 10                 | 1                  | 5                  | 11                 | 2                  | 4                  | 3              | 1              | 0              | 39    | 6     | 11    |

## Palmarès

### En club et sélection
| Real Betis (1)                              | SSC Naples (1)                                                               | Paris Saint-Germain (8) | Espagne (3) |
| ------------------------------------------- | ---------------------------------------------------------------------------- | --- | --- |
| - Segunda Divisíon (1) : - Champion : 2015. | - Coupe d'Italie (1) : - Vainqueur : 2020. - Serie A - Vice-champion : 2019. | - Ligue des champions (1) : - Vainqueur : 2025 - Supercoupe de l'UEFA (1) : - Vainqueur : 2025 - Championnat de France (3): - Champion : 2023, 2024 et 2025. - Coupe de France (2) : - Vainqueur : 2024 et 2025. - Trophée des champions (1) : - Vainqueur : 2024. - Coupe du monde des clubs : - Finaliste : 2025 | - Ligue des nations (1) : - Vainqueur : 2023. - Finaliste : 2025. - Championnat d'Europe (1) : - Vainqueur : 2024. - Championnat d'Europe espoirs (1) : - Vainqueur : 2019. |

### Distinctions personnelles
- Membre de l'équipe type de l'Euro 2024[30].